# Balázs Taróczy
Pour les articles homonymes, voir Balázs.
Balazs Taroczy, né le 9 mai 1954 à Budapest, est un joueur de tennis hongrois, professionnel de 1972 à 1988.
Il est ensuite devenu entraîneur, s'occupant notamment de Goran Ivanišević en 1989 et 1990.

## Parcours dans les tournois duGrand Chelem

### En simple
| Année | Open d'Australie | Open d'Australie | Internationaux de France | Internationaux de France | Wimbledon       | Wimbledon     | US Open         | US Open      | Open d'Australie | Open d'Australie |
| ----- | ---------------- | ---------------- | ------------------------ | ------------------------ | --------------- | ------------- | --------------- | ------------ | ---------------- | ---------------- |
| 1973  | 1er tour (1/32)  | P. Dominguez     | —                        | —                        | —               | —             | —               | —            | n.o.             | n.o.             |
| 1974  | —                | —                | 3e tour (1/16)           | F. Jauffret              | 1er tour (1/64) | R. Maud       | 3e tour (1/16)  | J. Kodeš     | n.o.             | n.o.             |
| 1975  | —                | —                | 2e tour (1/32)           | E. Dibbs                 | 2e tour (1/32)  | C. Richey     | 3e tour (1/16)  | B. Hewitt    | n.o.             | n.o.             |
| 1976  | —                | —                | 1/4 de finale            | R. Ramírez               | 1er tour (1/64) | T. Kakulia    | 1er tour (1/64) | S. Krulevitz | n.o.             | n.o.             |
| 1977  | —                | —                | 3e tour (1/16)           | P. Dent                  | —               | —             | 1er tour (1/64) | R. Lutz      | —                | —                |
| 1978  | n.o.             | n.o.             | 3e tour (1/16)           | D. Stockton              | —               | —             | 2e tour (1/32)  | E. Dibbs     | —                | —                |
| 1979  | n.o.             | n.o.             | 2e tour (1/32)           | M. Orantes               | 2e tour (1/32)  | M. Cox        | —               | —            | 1er tour (1/32)  | S. Krulevitz     |
| 1980  | n.o.             | n.o.             | 1/8 de finale            | B. Borg                  | 1/8 de finale   | B. Borg       | —               | —            | —                | —                |
| 1981  | n.o.             | n.o.             | 1/4 de finale            | B. Borg                  | 3e tour (1/16)  | S. Smith      | —               | —            | —                | —                |
| 1982  | n.o.             | n.o.             | 2e tour (1/32)           | P. Složil                | —               | —             | —               | —            | —                | —                |
| 1983  | n.o.             | n.o.             | —                        | —                        | —               | —             | —               | —            | —                | —                |
| 1984  | n.o.             | n.o.             | 1/8 de finale            | Y. Noah                  | 2e tour (1/32)  | V. Gerulaitis | 2e tour (1/32)  | J. Kriek     | —                | —                |
| 1985  | n.o.             | n.o.             | 3e tour (1/16)           | H. Sundström             | 1er tour (1/64) | C. Hooper     | 1er tour (1/64) | H. Schwaier  | —                | —                |

N.B. : à droite du résultat se trouve le nom de l'ultime adversaire.

### En double
| Année | Open d'Australie          | Open d'Australie       | Internationaux de France  | Internationaux de France | Wimbledon                  | Wimbledon               | US Open                   | US Open                  | Open d'Australie           | Open d'Australie    |
| ----- | ------------------------- | ---------------------- | ------------------------- | ------------------------ | -------------------------- | ----------------------- | ------------------------- | ------------------------ | -------------------------- | ------------------- |
| 1973  | 1er tour (1/16) R. Machán | W. Durham M. Senior    | —                         | —                        | —                          | —                       | —                         | —                        | n.o.                       | n.o.                |
| 1974  | —                         | —                      | 1er tour (1/32) R. Machán | P. Beust D. Contet       | —                          | —                       | —                         | —                        | n.o.                       | n.o.                |
| 1975  | —                         | —                      | 1/8 de finale W. Fibak    | A. Metreveli I. Năstase  | 1er tour (1/32) P. Szőke   | I. El Shafei T. Koch    | —                         | —                        | n.o.                       | n.o.                |
| 1976  | —                         | —                      | —                         | —                        | 1er tour (1/32) I. Molina  | A. Metreveli K. Pugayev | 1er tour (1/32) N. Špear  | F. Stolle C. Graebner    | n.o.                       | n.o.                |
| 1977  | —                         | —                      | 1er tour (1/32) F. Pala   | B. Gottfried R. Ramírez  | —                          | —                       | —                         | —                        | —                          | —                   |
| 1978  | n.o.                      | n.o.                   | —                         | —                        | —                          | —                       | —                         | —                        | —                          | —                   |
| 1979  | n.o.                      | n.o.                   | 1er tour (1/32) V. Pecci  | N. Saviano B. Scanlon    | 1er tour (1/32) V. Pecci   | V. Winitsky R. Ycaza    | —                         | —                        | 1er tour (1/16) Carmichael | P. Feigl R. Frawley |
| 1980  | n.o.                      | n.o.                   | 1/2 finale B. Manson      | V. Amaya H. Pfister      | —                          | —                       | —                         | —                        | —                          | —                   |
| 1981  | n.o.                      | n.o.                   | Victoire Günthardt        | T. Moor E. Teltscher     | 1/8 de finale Günthardt    | F. Buehning F. Taygan   | —                         | —                        | —                          | —                   |
| 1982  | n.o.                      | n.o.                   | 1/2 finale Günthardt      | Gildemeister B. Prajoux  | —                          | —                       | —                         | —                        | —                          | —                   |
| 1983  | n.o.                      | n.o.                   | —                         | —                        | —                          | —                       | —                         | —                        | —                          | —                   |
| 1984  | n.o.                      | n.o.                   | 1/8 de finale Günthardt   | H. Leconte Y. Noah       | 1/8 de finale Günthardt    | Edmondson S. Stewart    | 1/2 finale Günthardt      | J. Fitzgerald T. Šmíd    | —                          | —                   |
| 1985  | n.o.                      | n.o.                   | 1/8 de finale Günthardt   | S. Glickstein Simonsson  | Victoire Günthardt         | P. Cash J. Fitzgerald   | 1er tour (1/32) Günthardt | M. De Palmer G. Donnelly | —                          | —                   |
| 1986  | n.o.                      | n.o.                   | —                         | —                        | 1er tour (1/32) Günthardt  | Giammalva G. Holmes     | —                         | —                        | n.o.                       | n.o.                |
| 1987  | —                         | —                      | —                         | —                        | —                          | —                       | —                         | —                        | n.o.                       | n.o.                |
| 1988  | —                         | —                      | 2e tour (1/16) Günthardt  | L. Warder Willenborg     | 1er tour (1/32) Günthardt  | E. Korita N. Odizor     | —                         | —                        | n.o.                       | n.o.                |
| 1989  | —                         | —                      | 1er tour (1/32) Günthardt | T. Carbonell C. Costa    | —                          | —                       | —                         | —                        | n.o.                       | n.o.                |
| 1990  | 1er tour (1/32) P. Doohan | P. Haarhuis Koevermans | 1er tour (1/32) Wilkison  | U. Riglewski M. Stich    | 1er tour (1/32) Ivanišević | G. Luza C. Motta        | 1er tour (1/32) G. Pozzi  | S. Bruguera T. Carbonell | n.o.                       | n.o.                |

N.B. : le nom du ou de la partenaire se trouve sous le résultat ; le nom des ultimes adversaires se trouve à droite.